# Helmuth Schwenn
Helmuth Schwenn   (Hannover, 27 de gener de 1913 - Hannover, 16 de juliol de 1983) va ser un waterpolista alemany que va competir durant la dècada de 1930.
El 1936 va prendre part en els Jocs Olímpics de Berlín, on va guanyar la medalla de plata en la competició de waterpolo.